# Mary Henderson
Mary Henderson Buckley (* 17. Dezember 1912 in Longueuil; † 6. Februar 2006 in New York City) war eine kanadische Sängerin (Sopran) und Gesangspädagogin.
Henderson studierte zunächst Violine an der McGill University. Sie nahm dann Gesangsunterricht zunächst bei Henri Pontbriand und Pauline Donalda in Montreal und später in New York bei C. Waldemar Alves und Paul Althouse. Als Mitglied der Dominion Grand Opera Company sang sie 1940 in Montreal die Violetta in La Traviata und die Marguerite in Faust. Im März 1942 trat sie in einem Konzert von Sarah Fischer auf, zwei Monate später bei der Eröffnungsvorstellung von Donaldas Opera Guild of Montreal.
Im Herbst 1942 wurde sie Mitglied der New Yorker New Opera Company, wo sie Rollen wie die Lisa in Pique Dame von Tschaikowski und Parasja in Modest Mussorgskis Der Jahrmarkt von Sorotschinzy hatte. Von 1943 bis 1945 tourte sie mit Fortune Gallos San Carlo Opera Company durch die USA und Kanada und absolvierte dabei um die vierhundert Vorstellungen u. a. als  Aida, Marguerite, Micaela, Nedda, Violetta, Mimi und Butterfly. An der Metropolitan Opera, wo sie zwei Jahre engagiert war, debütierte sie 1946 als Micaëla in Georges Bizets Carmen. Danach tourte sie mit Ensembles wie der Wagner Opera und der Nine O'Clock Opera, sang Konzerte mit Orchestern und trat im Rundfunk auf. Nach 1950 unterrichtete sie mit ihrem Ehemann, dem Dirigenten Emerson Buckley, an der Manhattan School of Music. Ab 1963 unterrichtete sie Gesang an der University of Miami.